# 49699 Hidetakasato
49699 Hidetakasato este un asteroid din centura principală de asteroizi.

## Descriere
49699 Hidetakasato este un asteroid din centura principală de asteroizi. A fost descoperit pe 3 noiembrie 1999 la Yatsuka de Hiroshi Abe (astronom). Asteroidul prezintă o orbită caracterizată de o semiaxă mare de 2,34 ua, o excentricitate de 0,27 și o înclinație de 23,3° în raport cu ecliptica.